# Тім Дейлі
Джеймс Тімоті Далі (англ. Tim Daly; нар.1 березня 1956) — американський актор і продюсер. Він відомий своєю роллю Джо Гакетта у ситкомі «Крила» NBC та голосовою роллю Кларка Кента/Супермена в «Супермен: Анімаційний серіал», а також своєю повторюваною роллю сценариста-наркомана залежного від Дж. Т. Долана у «Сопрано» (за яку він був номінований на премію Еммі). З 2007 по 2012 рік він знімався у ролі Піта Вайлдера в «Приватній практиці». З 2014 року по 2019 рік він зобразив Генрі Маккорда, чоловіка титульного персонажа, в серіалі CBS «Державний секретар».

## Раннє життя

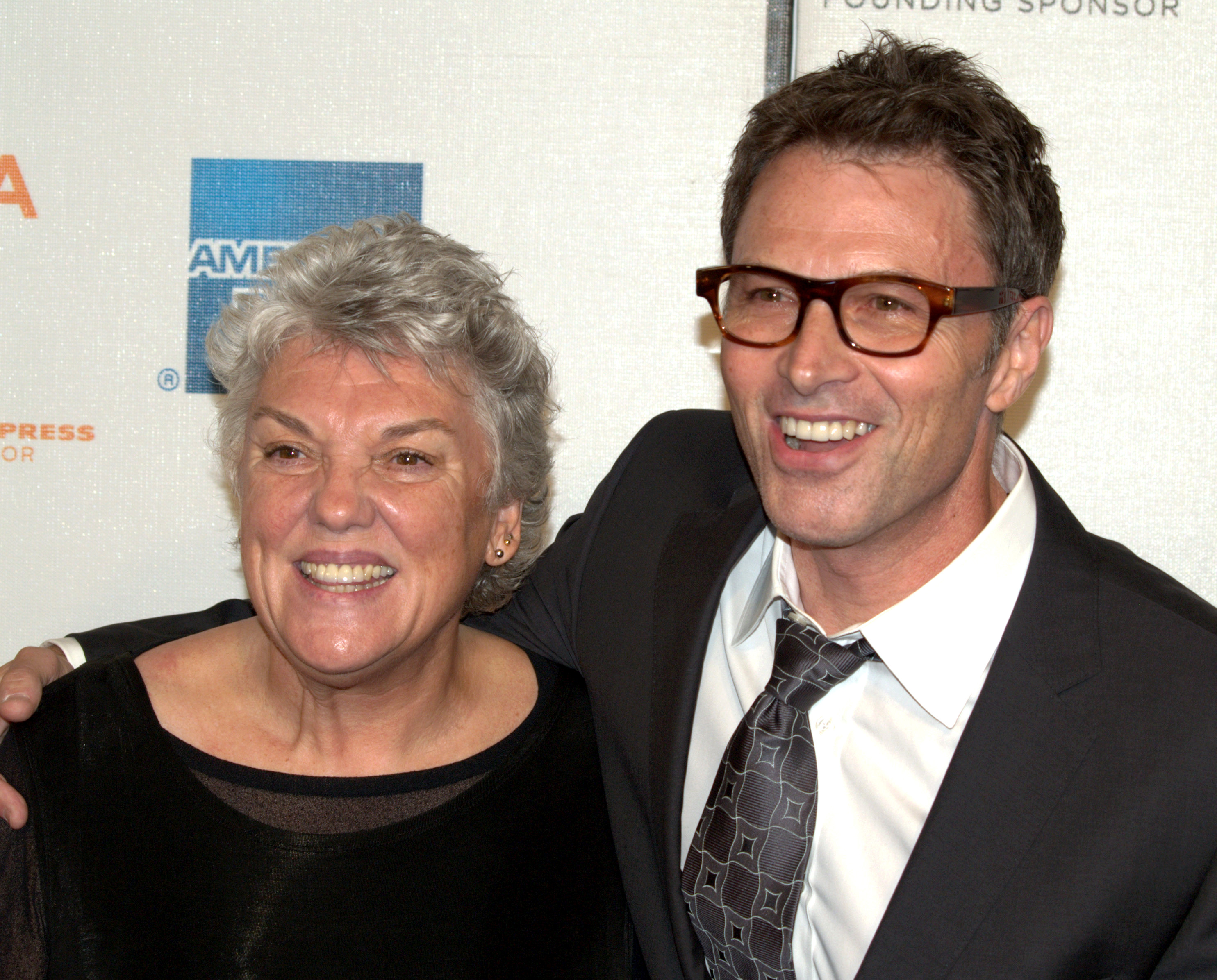
Тім Дейлі із сестрою Тайаною

Дейлі народився 1 березня 1956 року в лікарні Маунт-Сінай на Мангеттені, єдиний син і молодший з чотирьох дітей актора Джеймса Дейлі та актриси Мері Хоуп (у Нью-Ньюелл) Дейлі. Він молодший брат актриси Тайан Далі . У нього є ще дві сестри — Мері Глінн (дружина Марка Сноу) та Пегін Майкл. Делі відвідував школу Путні де він почав займатися акторською майстерністю.
Далі розпочав свою професійну кар'єру ще студентом у коледжі Вермонта Беннінгтона, де навчався театру і літературі, з якого здобув ступінь бакалавра мистецтв. Він закінчив коледж у 1979 році та повернувся до Нью-Йорка, щоб продовжити навчання акторській майстерності та співу.

## Кар'єра
Дейлі дебютував на сцені, коли йому було сім років у «Дженні поцілувала мене» Жанна Керр разом з батьками та двома сестрами. Він вперше з'явився на телебаченні, коли йому було 10 років у екранізації американського ігрового будинку "Ворог людей" Генріка Ібсена, в якій знявся його батько Джеймс Далі . Він мріяв про спортивну чи музичну кар'єру, а також розглядав питання про те, щоб стати лікарем чи юристом, але нарешті вирішив стати актором. Далі розпочав свою професійну акторську кар'єру, коли з'явився у 1978 році в екранізації п'єси Пітера Шаффера «Equus».
Його перша провідна роль у фільмі була у фільмі «Вечеря» режисера Баррі Левінсона, в якому він ділив час екрану з акторами, серед яких Кевін Бейкон та Міккі Рурк. У головних ролях незабаром знявся у фільмах Алана Рудольфа «Зроблено в раю», американській постановці «Play the Rise & Rise» Даніеля Ракетки, а також драматичному серіалі CBS «Майже вирощений», створеному Девідом Чейсом.
У театрі він грав у постановці на Бродвеї «Прибережні смути» драматурга Тіни Хоу і отримав театральну премію 1987 року за свою виставу. Він також грав в Олівер, Олівер у театр-клубі Манхеттена, Масовому зверненні Білла К. Девіса та «Зупинці на автобусі» Вільяма Індже в компанії Trinity Repertory Company, Менеджері склянки Теннесі Вільямса в театральному фестивалі Санта-Фе, Ніж у серці і студію в Скарлет у Вільямстаунському ігровому домі, і Паризьку межу на Театральному фестивалі в Беркширі. За цей час Делі також знявся у міністерстві телебачення CBS Я візьму Манхеттен в ролі Тобі Ембервіла.
Дейлі описує себе дуже самокритично щодо своєї кар'єри. В інтерв'ю новозеландській радіо особистості «ZM» Поллі Гіллзпі, Дейлі, процитували: «Я думаю, що частина цього (його самокритичний характер) передається мені від моїх батьків, які є акторами. Театр був нашим храмом. . . Коли ви ввійшли, то, як очікували, ви будете жити за прикладом цього славного місця».

### 1990-ті

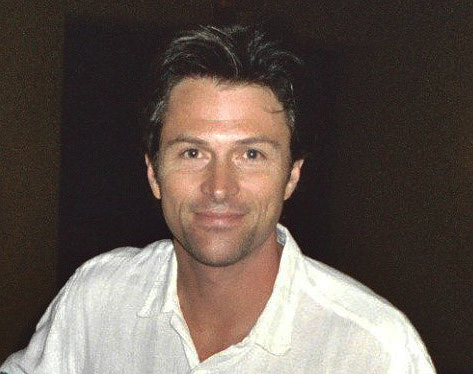
Дейлі в 1995 році

Wings — американський ситком, який транслювався на NBC з 19 квітня 1990 року до 14 травня 1997 року. В ньому зіграли Далі та Стівен Вебер як брати Джо та Брайан Хакетт. Шоу було встановлено у вигаданому Том Неверс Філді, невеликому аеропорту в Нантакет, штат Массачусетс, де брати Хакет керували одноплановою авіакомпанією Sandpiper Air.
Далі також відзначився тим, що за цей час озвучив Кларка Кента / Супермена в Superman: The Animated Series.
У 1997 році він та Дж. Тодд Харріс створили Daly-Harris Productions завдяки якому він продюсував такі фільми, як: Виконання правосуддя (1999) (ТБ), Урбанія (2000) та Тік Ток (2000). У 1998 році Делі з'явився в декількох серіях премії «Еммі», Том Генкс — продюсер мінісеріалу HBO «Від Землі до Місяця», де грає космонавта Джеймса Ловелла, якого сам Хенкс зобразив у фільмі «Аполлон 13».

### 2000-ні
Під час телевізійного сезону 2000—2001 років Дейлі знявся як доктор Річард Кімбл у рімейку класичного телесеріалу «Втікач». Серіал тривав лише один сезон.

## Неприбуткова робота
Дейлі — активіст різних ліберальних політичних та соціальних причин. У 2004 році він став активним у президентській політиці Демократичної партії, приєднавшись до «Джона Керрі на пост президента», організації, присвяченої кандидатурі президента Джона Керрі на виборах 2004 року.

## Особисте життя
Дейлі одружився з актрисою Емі Ван Ностранд у 1982 році. У них двоє дітей, Сем і Емелін. У 2010 році Далі та Ван Ностранд розлучилися. Він зустрічається зі своєю зірковою парою по серіалу «Державний секретар» Теа Леоні з грудня 2014 року.
У 2012 році Дейлі піднявся на гору Кіліманджаро . Того ж року він разом із сестрою Тайаною схвалив кампанію за перевибори демократичного президента США Барака Обами . У січні 2017 року Далі зламав обидві ноги у катанні на лижах під час відпустки у Санданс.

## Фільмографія

### Фільм
| Рік  | Назва                                 | Роль                               | Нотатки                      |
| ---- | ------------------------------------- | ---------------------------------- | ---------------------------- |
| 1982 | Diner                                 | William «Billy» Howard             |                              |
| 1984 | Just the Way You Are                  | Frank Bantam                       |                              |
| 1987 | Made in Heaven                        | Tom Donnelly                       |                              |
| 1988 | Spellbinder                           | Jeff Mills                         |                              |
| 1990 | Love or Money                         | Chris Murdoch                      |                              |
| 1989 | The More You Know                     | Himself                            |                              |
| 1992 | Year of the Comet                     | Oliver Plexico                     |                              |
| 1994 | Caroline at Midnight                  | Detective Ray Dillon               | a.k.a. Someone's Watching    |
| 1995 | Denise Calls Up                       | Frank Oliver                       |                              |
| 1995 | Dr. Jekyll and Ms. Hyde               | Doctor Richard Jacks               |                              |
| 1996 | The Associate                         | Frank Peterson                     |                              |
| 1998 | The Object of My Affection            | Dr. Robert Joley                   |                              |
| 1998 | The Batman/Superman Movie             | Clark Kent / Superman              | Voice role                   |
| 1999 | Seven Girlfriends                     | Jesse Campbell                     |                              |
| 2003 | Basic                                 | Colonel Bill Styles                |                              |
| 2004 | Against the Ropes                     | Gavin Reese                        |                              |
| 2004 | Bereft                                | Uncle 'Happy'                      | Also producer and director   |
| 2004 | Return to Sender                      | Martin North                       | a.k.a. Convicted             |
| 2005 | My Neighbor Totoro (Tonari no Totoro) | Professor Tatsuo Kusakabe (father) | Voice role (English version) |
| 2006 | Superman: Brainiac Attacks            | Clark Kent / Superman              | Voice role                   |
| 2006 | The Good Student                      | Ronald Gibb                        | a.k.a. Mr. Gibb              |
| 2006 | Generation Boom                       | Himself                            |                              |
| 2009 | The Skeptic                           | Bryan Becket                       |                              |
| 2009 | Superman/Batman: Public Enemies       | Clark Kent / Superman              | Voice role                   |
| 2009 | PoliWood                              | Himself                            | Documentary                  |
| 2010 | Superman/Batman: Apocalypse           | Clark Kent / Superman              | Voice role                   |
| 2010 | Dilf                                  | Jake Holt                          | Short film                   |
| 2012 | Justice League: Doom                  | Clark Kent / Superman              | Voice role                   |
| 2013 | Waking                                | Jonathan                           |                              |
| 2013 | After Darkness                        | Raymond Beaty Sr.                  |                              |
| 2014 | Зовсім низько                         | Dalton                             |                              |
| 2015 | A Rising Tide                         | Tom Blake                          |                              |
| 2016 | Submerged                             | Hank Searles                       |                              |

### Телебачення
| Рік       | Назва                               | Роль                                    | Нотатки                                      |
| --------- | ----------------------------------- | --------------------------------------- | -------------------------------------------- |
| 1966      | An Enemy of the People              | Morten Stockmann                        | Фільм                                        |
| 1981      | Hill Street Blues                   | Dann                                    | Епізод: «Gatorbait»                          |
| 1983      | Ryan's Four                         | Dr. Edward Gillian                      | Епізод: «Ryan's Four»                        |
| 1984      | I Married a Centerfold              | Kevin Coates                            | Фільм                                        |
| 1985      | Mirrors                             | Chris Philips                           | Фільм                                        |
| 1986      | American Playhouse                  | Richard                                 | Епізод: «The Rise and Rise of Daniel Rocket» |
| 1986      | Alfred Hitchcock Presents           | Scott                                   | Епізод: «Enough Rope for Two»                |
| 1987      | I'll Take Manhattan                 | Toby Amberville                         | 2 епізоди                                    |
| 1988–1989 | Almost Grown                        | Norman Foley                            | 13 епізодів                                  |
| 1989      | Midnight Caller                     | Elliot Chase                            | Епізод: «Watching Me, Watching You»          |
| 1989      | Red Earth, White Earth              | Guy Pehrsson                            | Фільм                                        |
| 1990–1997 | Wings                               | Joe Montgomery Hackett                  | 172 епізоди                                  |
| 1993      | Alex Haley's Queen                  | Colonel James Jackson Jr.               | 2 епізоди                                    |
| 1993      | In the Line of Duty: Ambush in Waco | David Koresh                            | Фільм                                        |
| 1994      | Dangerous Heart                     | Angel Perno                             | Фільм                                        |
| 1994      | Witness to the Execution            | Dennis Casterline                       | Фільм                                        |
| 1995      | The John Larroquette Show           | Thor Merrick                            | Епізод: «Bad Pennies»                        |
| 1996–2000 | Superman: The Animated Series       | Clark Kent / Superman / Bizarro (voice) | 52 епізоди                                   |
| 1998      | From the Earth to the Moon          | Джеймс Ловелл                           | 4 епізодів                                   |
| 1998      | Invasion America                    | Additional Voices                       | 13 епізоди                                   |
| 1999      | Storm of the Century                | Mike Anderson                           | 3 епізоди                                    |
| 1999      | Execution of Justice                | Dan White                               | Фільм                                        |
| 1999      | Intimate Portrait: Tyne Daly        | Narrator                                | Фільм                                        |
| 2000      | A House Divided                     | Charles Dubose                          | Фільм                                        |
| 2000–2001 | The Fugitive                        | Dr. Richard Kimble                      | 23 епізоди                                   |
| 2002      | Monk                                | Himself                                 | Епізод: «Mr. Monk and the Airplane»          |
| 2002      | The Outsider                        | Johnny Gault                            | Фільм                                        |
| 2003      | Judging Amy                         | Monty Fisher                            | Епізод: «Shock and Awe»                      |
| 2003      | Edge of America                     | Leroy McKinney                          | Фільм                                        |
| 2003      | Wilder Days                         | John Morse                              | Фільм                                        |
| 2004–2007 | The Sopranos                        | J.T. Dolan                              | 4 епізодів                                   |
| 2005      | Eyes                                | Harlan Judd                             | 12 епізодів                                  |
| 2006      | Commander in Chief                  | Cameron Manchester                      | Епізод: «Happy Birthday, Madam President»    |
| 2006–2007 | The Nine                            | Nick Cavanaugh                          | 13 епізодів                                  |
| 2007      | Law & Order: Special Victims Unit   | Reverend Jeb Curtis                     | Епізод: «Sin»                                |
| 2007      | Grey's Anatomy                      | Dr. Peter «Pete» Wilder                 | 2 епізоди                                    |
| 2007–2012 | Private Practice                    | Dr. Peter «Pete» Wilder                 | 98 епізодів                                  |
| 2013      | Hawaii Five-0                       | Ray Harper                              | Епізод: «A'ale Ma'a Wau»                     |
| 2014      | The Mindy Project                   | Charlie Lang                            | 3 епізоди                                    |
| 2014      | Hot in Cleveland                    | Mitch                                   | 5 епізодів                                   |
| 2014–2019 | Madam Secretary                     | Henry McCord                            | Головна роль                                 |

### Продюсерські роботи
| Рік  | Назва                | Нотатки                          |
| ---- | -------------------- | -------------------------------- |
| 1999 | Виконання правосуддя | Виконавчий продюсер, також актор |
| 2000 | Тік-так              |                                  |
| 2003 | Край Америки         | Виконавчий продюсер, також актор |
| 2004 | Берефт               | Режисер і актор                  |
| 2009 | PoliWood             | Документальний фільм             |

### Театр

#### Бродвей
| Рік     | Виробництво               | Драматург  | Роль                                 | Нотатки                                                             |
| ------- | ------------------------- | ---------- | ------------------------------------ | ------------------------------------------------------------------- |
| 1987–88 | Прибережні порушення      | Тіна Хоу   | Лео Харт                             | - Театр «Коло на площі» (14 лютого 1987 р. — 3 січня 1988 р.)       |
| 2006    | Судовий бойовий суд Каїна | Герман Вук | прокурор лейтенант Камдр. Джон Чаллі | - Театр Джеральда Шоенфельда (7 травня 2006 р. — 21 травня 2006 р.) |

#### За межами Бродвею
| Рік     | Виробництво                       | Драматург                      | Роль                                 | Примітки |
| ------- | --------------------------------- | ------------------------------ | ------------------------------------ | --- |
| 1984    | Байки для друзів                  |                                | Тревор / Кріс / Нікі / Віктор / Едді | - Горизонти драматургів                                                                                             |
| 1985    | Олівер, Олівер                    | Пол Осборн                     | Олівер Олівер                        | - Театр-клуб Манхеттена (сцена 73) - Центр міста                                                                    |
| 1986    | Повстання і підйом Даніеля Ракети | Пітер Парнелл                  | Річард                               | |
| 1986–87 | Прибережні порушення              | Тіна Хоу                       | Лео Харт                             | - Театр Мак-Гін-Казале (театр другої сцени) (з 19 листопада 1986 р. — пройшов 45 вистав, потім перейшов на Бродвей) |
| 2003    | Страх летіти в 30                 | Еріка Чонг                     |                                      | - Театральний клуб Манхеттена (травень 2003 р.)                                                                     |
| 2003    | Звільнений                        | Джессіка Бланк та Ерік Дженсен |                                      | - Театри в 45 Bleecker / Bleecker Street Theatre                                                                    |

#### Інші сценічні роботи
| Рік  | Назва                     | Сценарист                                   | Роль                      | Нотатки                                                      |
| ---- | ------------------------- | ------------------------------------------- | ------------------------- | ------------------------------------------------------------ |
| 1963 | Jenny Kissed Me           | Jean Kerr                                   |                           | - Bucks County Playhouse, New Hope, Pennsylvania             |
| 1978 | Equus                     | Peter Shaffer                               | Alan Strang               | - Summer Stock (with Kevin McCarthy)                         |
| 1981 | The Fifth of July         | Lanford Wilson                              |                           | - Trinity Square Repertory Company, Providence, Rhode Island |
| 1981 | Buried Child              | Sam Shepard                                 |                           | - Trinity Square Repertory Company, Providence, Rhode Island |
| 1981 | Of Mice and Men           | John Steinbeck                              |                           | - Trinity Square Repertory Company, Providence, Rhode Island |
| 1983 | Mass Appeal               | Bill C. Davis                               |                           | - Trinity Square Repertory Company, Providence, Rhode Island |
| 1983 | Bus Stop                  | William Inge                                |                           | - Trinity Square Repertory Company, Providence, Rhode Island |
| 1983 | The Cabaret               |                                             |                           | - Williamstown Playhouse                                     |
| 1983 | A Knife in the Heart      | Susan Yankowitz                             | Donald Holt               | - Williamstown Playhouse                                     |
|      | A Christmas Carol         | Charles Dickens/Hall and Cumming adaptation |                           | - Trinity Square Repertory Company, Providence, Rhode Island |
| 1985 | Paris Bound               | Philip Barry                                |                           | - Berkshire Theatre Festival                                 |
|      | The Glass Menagerie       | Tennessee Williams                          |                           | - Santa Fe Festival Theatre, Santa Fe, New Mexico            |
|      | The Lion in Winter        | James Goldman                               |                           | - Windham Repertory                                          |
| 1987 | A Study in Scarlet        | Sir Arthur Conan Doyle                      | Jefferson Hope            | - Williamstown Playhouse                                     |
|      | Dugout                    |                                             |                           | - Mark Taper Forum Los Angeles                               |
| 1993 | The Colorado Catechism    | Vincent J. Cardinal                         | Ty Wain                   | - Coast Playhouse Los Angeles                                |
|      | Love Letters              | A. R. Gurney                                | Andrew Makepiece Ladd III | - Canon Theater Los Angeles                                  |
| 2000 | Ancestral Voices          | A. R. Gurney                                |                           | - George Street Playhouse, New Brunswick, New Jersey         |
|      | Love Letters              | A. R. Gurney                                | Andrew Makepiece Ladd III | - Trinity Square Repertory Company, Providence, Rhode Island |
| 2004 | Cabaret & Main            |                                             | Darius de Haas            | - Williamstown Playhouse                                     |
| 2010 | Six Degrees of Separation | John Guare                                  | Flan Kittredge            | - Williamstown Theatre Festival, July 14–25                  |
| 2016 | The Ruins of Civilization |                                             |                           |                                                              |
| 2017 | Downstairs                | Theresa Rebeck                              |                           | - Dorset Theatre Festival                                    |

## Нагороди та номінації
| Рік  | Асоціація                        | Категорія                                                | Висунута робота                  | Результат | Прим.  |
| ---- | -------------------------------- | -------------------------------------------------------- | -------------------------------- | --------- | ------ |
| 1987 | Театральні нагороди світу        | Найкраща дебютна вистава в бродвейському виробництві     | Прибережні порушення             | Перемога  | [ 22 ] |
| 1993 | Нагороди «Драма-Лога»            | Видатний актор [джерело?][джерело?]                      | Колорадський катехизис           | Перемога  |        |
| 2000 | Золоті супутникові нагороди      | Найкращий актор у драматичному серіалі                   | Втікач                           | Перемога  |        |
| 2001 | Гільдія акторів екрану           | Видатна вистава чоловічого актора в драматичному серіалі | Втікач                           | Номінація |        |
| 2001 | Нагороди телевізійного довідника | Актор року в новій серії                                 | Втікач                           | Номінація |        |
| 2005 | TV Land Awards                   | Улюблені персонажі, які перебувають у повітрі            | Крила (shared with Steven Weber) | Номінація |        |
| 2005 | Нагороди Peabody                 | Зображення премії Peabody                                | Край Америки                     | Перемога  |        |
| 2006 | Щоденні нагороди Еммі            | Видатний виконавець у справах дітей / молоді / сім'ї     | Край Америки                     | Номінація |        |
| 2007 | Нагороди «Еммі»                  | Видатний гість-актор у драматичному серіалі              | Сопранос                         | Номінація |        |
| 2008 | Кінофестиваль «Вейл»             | Відмінник акторської премії                              | щорічна премія                   | Перемога  | [ 23 ] |